# 東池袋大勝軒
東池袋大勝軒是位居東京都豐島區東池袋的一間拉麵店，由人稱「拉麵之神」的山岸一雄所設立。於1961年開業，2007年停業，2008年重新開業，現由飯野敏彥所經營。

## 歷史
1947年（昭和22年），青木勝治與兄弟親戚，共五人，共同開設了「丸長」拉麵店。後來各自分家：山上信成「丸信」、青木保一「榮樂」、坂口正安「大勝軒」、青木甲七郎「榮龍軒」。
1951年（昭和26年），曾在丸長與榮樂受訓過的坂口正安在中野開設了「大勝軒」，意為「大きく軒並みに勝る」。
1954年（昭和29年），坂口又在代代木上原開設了「代代木上原大勝軒」，將其設為大勝軒總店，並將中野大勝軒設為分店，且邀請自己的表弟山岸一雄來擔任中野大勝軒的店長。
1961年（昭和36年），6月6日，山岸在東池袋獨立開設了「東池袋大勝軒」。
2007年（平成19年），山岸因慢性病不斷惡化，無法工作，東池袋大勝軒於3月20日停業。
2008年（平成20年），1月5日，由山岸所指定的弟子飯野敏彥在原址約100公尺處，重新開業「東池袋大勝軒本店」。

## 特色
東池袋大勝軒的麵量皆比一般拉麵店更多，通常為160克，東池袋大勝軒則是260克。
東池袋大勝軒的湯頭是以豬大骨、豬腳、雞湯的基底，再加上絞肉與魚介所熬製而成；麵條則是當日現打、鹼水比重低、帶些微微黃色的多加水卵中太麵；叉燒要在薄口醬油中煮1.5小時，再將薄口醬油、濃口醬油與肉汁混合浸泡。